# Лебединський нафтомаслозавод
Лебединський нафтомаслозавод — українське нафтопереробне підприємство.

## Історія
Підприємство засноване наприкінці 1994 року за підтримки Українського науково-дослідного інституту нафтопереробної промисловості «Масма» (Київ) на базі колишнього військового об'єкту як ТОВ із сучасною назвою. Проєктна виробнича потужність становила 50 тис. тонн на рік. 1995 року підприємство виготовило першу продукцію під торговельною маркою «Leol». Того ж року налагоджено співпрацю щодо постачання присадок з британською компанією «SHELL ADDITIVES» (нині «Infineum»), 1996 — з німецькою компанією «RoxMax». 1997 року в асортименті підприємства налічувалося вже п'ять видів моторних мастил «Leol». Тоді ж темп росту обсягів виробленої продукції порівняно з попереднім роком серед лебединських підприємств був найвищим, її питома вага становила 51,5 %. 1998 року розпочато формування власної мережі регіональних відділів збуту в обласних центрах України; 1999 року випущено перше українське напівсинтетичне мастило «Leol-Лідер».
2000 року створено українсько-чеське спільне підприємство з виготовлення поліетиленової тари «Leol-LP»; 2002 року освоєно виробництво моторних мастил серії «Leol-Ультра», 2003 — дизельних мастил серії «Leol-turbo-Дизель-extra», 2004 — перших українських продуктів на основі гідрокрекінгу мастил (XHVI), 2005 — трансмісійних мастил серії «Leol-QUATTRO». Нині завод — провідне підприємство галузі з розвинутою інфраструктурою, яка складається з низки автоматизованих виробничих цехів, складів для сировини та готової продукції, акредитованої у системі УкрСЕПРО лабораторії якості, автотранспортного парку, розвиненої власної системи збуту всією Україною.
2001 року підприємство отримало офіційний ліцензійний дозвіл від компанії «Daimler Chrysler» на застосування мастил «Leol» для двигунів автомобілів «Mercedes Benz»; 2002 року на ньому впроваджено систему управління якістю ISO 9001:2000. Має також усі необхідні сертифікати Державного комітету України зі стандартизації, метрології та сертифікації на продукцію, яка випускається. Протягом 2000–2004 років завод ставав лауреатом Всеукраїнського конкурсу якості.

## Продукція
- фірмові моторні мастила «Leol-Ультра»-530, -540, -1040, -1050, -1540, -540-гідрокрекінг, -1040-гідрокрекінг, -10W2001 для електрогенераторів, «Leol-turbo-Дизель-extra»-1040, -1540, -2050, «Leol-Лідер», «Leol-Преміум», «Leol-Престиж»
- стандартні моторні мастила «Leol»-М-2030, -М-3042, -М-4030, -М-4042, -М-15/4041, -М-20/5041, «Leol-Master»
- мастила для мототехніки «Leol-CROSS»-S2T, -S4T, -M2T, -M4T
- фірмові трансмісійні мастила «Leol-QUATTRO»-супер, -універсал, -форвард, «ATF автомат DXR»-III, -II D
- стандартні трансмісійні мастила «Leol»-ТАД-17И, -ТАП-15В
- промислове мастило «Leol»-МГЕ-46В.

## Керівники
- М. Безуглий (до 2002)
- Є. Жданов (від 2008)